# رانی‌کی‌واو
رانی‌کی‌واو (انگلیسی: Rani ki vav) از میراث‌های جهانی یونسکو در هند است.